# 溫泉銘
溫泉銘，唐太宗的书法作品。

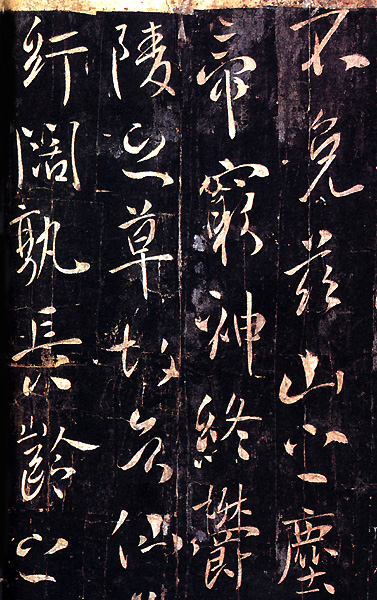
唐太宗手书《温泉铭》（局部）拓片

《温泉铭》是唐太宗于贞观二十二年（648年），为骊山温泉撰写的一块行书碑文。原来的石刻早已佚失。现存拓本仅48行，总共354个字。拓本是“永徽四年（653年）八月三十一日圉谷府果毅（下缺）”，1908年，藏于甘肃省莫高窟藏经洞的拓本被伯希和发现并运往法国，现藏法國國家圖書館。